# James Patrick Powers
James Patrick Powers (Baldwin, 6 febbraio 1953) è un vescovo cattolico statunitense, dal 15 dicembre 2015 vescovo di Superior.

## Biografia
James Patrick Powers è nato a Baldwin, in Wisconsin, il 25 giugno 1955 da Thomas e Frances Powers.

### Formazione e ministero sacerdotale
Ha frequentato la Hammond Grade School e la Saint Croix Central High School. Per diversi anni è stato proprietario di un'agenzia d'assicurazioni. Entrato in seminario, ha compiuto gli studi ecclesiastici presso il seminario "San Paolo e San Giovanni Vianney" a Saint Paul.
Il 20 maggio 1990 è stato ordinato presbitero per la diocesi di Superior da monsignor Raphael Michael Fliss. In seguito è stato vicario parrocchiale della parrocchia di San Giuseppe a Rice Lake dal 1990 al 1992; amministratore parrocchiale delle parrocchie di San Giovanni Battista a Webster, dei Sacri Cuori di Gesù e Maria a Crescent Lake e di Nostra Signora del Perpetuo Soccorso a Danbury dal 1993 al 1994 e parroco della parrocchia di Santa Brigida a River Falls dal 1994 al 1996. Nel 1996 è stato inviato in Canada per studi. Nel 1998 ha conseguito la licenza in diritto canonico presso l'Università di San Paolo a Ottawa. Tornato in patria è stato parroco delle parrocchie di San Pio X a Solon Springs, di Santa Maria a Minong e di Sant'Antonio di Padova a Gordon dal 1998 al 2003; vicario giudiziale aggiunto dal 1998 al 2010; amministratore parrocchiale delle parrocchie di San Pio X a Solon Springs, di Santa Maria a Minong e di Sant'Antonio di Padova a Gordon dal 2003 al 2004; parroco della parrocchia di San Giuseppe a Rice Lake ed amministratore parrocchiale delle parrocchie di Nostra Signora di Lourdes a Dobie, di San Giovanni Evangelista a Birchwood e della Santissima Trinità a Haugen dal 2003; vicario generale dal 2010 al 2014 e amministratore diocesano dal 19 dicembre 2014. È stato anche padre spirituale per il gruppo Teens Encounter Christ, membro del consiglio di amministrazione del St. Pius Priest Fund, membro del consiglio per l'assegnazione dei preti e membro del consiglio presbiterale.

### Ministero episcopale
Il 15 dicembre 2015 papa Francesco lo ha nominato vescovo di Superior. Ha ricevuto l'ordinazione episcopale il 18 febbraio successivo nella cattedrale di Cristo Re a Superior dall'arcivescovo metropolita di Milwaukee Jerome Edward Listecki, co-consacranti il vescovo di Boise City Peter Forsyth Christensen e quello di Cheyenne Paul Dennis Etienne. Durante la stessa celebrazione ha preso possesso della diocesi.
Nel dicembre del 2019 ha compiuto la visita ad limina.

## Genealogia episcopale
La genealogia episcopale è:
- Cardinale Scipione Rebiba
- Cardinale Giulio Antonio Santori
- Cardinale Girolamo Bernerio, O.P.
- Arcivescovo Galeazzo Sanvitale
- Cardinale Ludovico Ludovisi
- Cardinale Luigi Caetani
- Cardinale Ulderico Carpegna
- Cardinale Paluzzo Paluzzi Altieri degli Albertoni
- Papa Benedetto XIII
- Papa Benedetto XIV
- Papa Clemente XIII
- Cardinale Giovanni Francesco Albani
- Cardinale Carlo Rezzonico
- Cardinale Antonio Dugnani
- Arcivescovo Jean-Charles de Coucy
- Cardinale Gustave-Maximilien-Juste de Croÿ-Solre
- Vescovo Charles-Auguste-Marie-Joseph Forbin-Janson
- Cardinale François-Auguste-Ferdinand Donnet
- Vescovo Charles-Emile Freppel
- Cardinale Louis-Henri-Joseph Luçon
- Cardinale Charles-Henri-Joseph Binet
- Cardinale Maurice Feltin
- Cardinale Jean-Marie Villot
- Cardinale Agostino Cacciavillan
- Cardinale Francis Eugene George, O.M.I.
- Arcivescovo Jerome Edward Listecki
- Vescovo James Patrick Powers

## Araldica
| Stemma | Titolare                                 | Descrizione |
|        | James Patrick Powers Vescovo di Superior | Partito: al primo d'oro a tre croci fitte d'azzurro, gigliate d'argento, al capo ondato d'azzurro; al secondo troncato ondato: al I d'oro alla croce di rosso, losangata d'argento di cinque pezzi, accantonata nel I del trifoglio di verde e nel IV della conchiglia di nero; al II di rosso, alla testa d'aquila calva al naturale, rostrata d'oro; alla fascia ondata ritroncata d'azzurro e d'argento, attraversante sulla troncatura. Ornamenti esteriori da vescovo. Motto: "Deduc me, domine, luce tua". |